# Destino de pluma y mano
Destino de pluma y mano es el segundo álbum publicado por el músico sevillano de rock Poncho K.
Fue lanzado al mercado en 2003 editado por la multinacional discográfica BMG.

## Lista de canciones
1. Camino
2. Destrucción
3. Ay, Ay
4. La Luz
5. Muero
6. Santurce
7. Sin Polainas
8. No Llores Por Mi
9. Cárcel, Hospital Y Cementerio
10. Quemar Los Poemas
11. Mi Amor Es Mio
12. Homenaje A La Cabra
13. Oda A La Carretera
14. Cine, Cine